# Emydodillo testudo
Emydodillo testudo är en kräftdjursart som beskrevs av Karl Wilhelm Verhoeff 1926. Emydodillo testudo ingår i släktet Emydodillo och familjen Armadillidae. Inga underarter finns listade i Catalogue of Life.